# Cerebratulina natans
Cerebratulina natans är en djurart som tillhör fylumet slemmaskar, och som först beskrevs av Punnett 1900.  Cerebratulina natans ingår i släktet Cerebratulina och familjen Cerebratulidae. Inga underarter finns listade i Catalogue of Life.